# Парадоксальное дыхание
Парадокса́льное дыха́ние — патологический механизм маятникообразного движения воздуха из лёгкого на здоровой стороне в противоположное скомпрометированное лёгкое и обратно, возникающий при открытом пневмотораксе и окончатых переломах рёбер и приводящий к усугублению гипоксии и гиперкапнии, а также способствующий флотации средостения и, как следствие, развитию расстройств сердечно-сосудистой системы, плевропульмонального шока.

## Патогенез

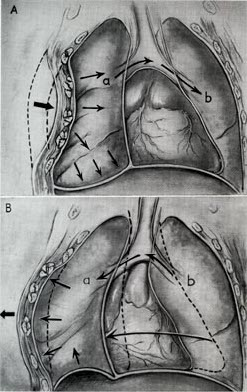
Рисунок 1. Механизм парадоксального дыхания при окончатом переломе рёбер: на вдохе происходит западение флотирующего участка грудной клетки (A), на выдохе рёберное «окно» выбухает (B).

### Механизм развития парадоксального дыхания при флотирующих (окончатых, створчатых) переломах рёбер
При флотирующих (окончатых, створчатых) переломах образуется фрагмент грудной клетки, не участвующий в её движениях и перемещающийся в зависимости от внутригрудного давления: рёберное окно западает при вдохе (снижение внутригрудного давления), а выбухает при выдохе (повышение внутригрудного давления). Это объясняет флотацию рёберного окна — парадоксальное движение, противоположное движению грудной клетки (см. рисунок 1). Нарушение каркасности грудной клетки приводит к неполному расправлению лёгкого на стороне повреждения. Примечательно, что на вдохе из-за западения флотирующего участка внутрилёгочное давление воздуха на стороне повреждения выше, а на выдохе из-за выбухания рёберного окна ниже, чем в лёгком на здоровой стороне. В связи с этим при дыхании происходит частичное перекачивание воздуха из лёгкого на поражённой стороне в лёгкое на здоровой (рисунок 1A), а при выдохе — наоборот (рисунок 1B). Такое маятникообразное движение воздуха в лёгких приводит к увеличению «мёртвого» пространства и способствует нарастанию гипоксии. Кроме того, разное давление в здоровой и повреждённой половинах грудной клетки, изменяющееся в процессе дыхания, обусловливает смещение органов средостения (в том числе сердца и крупных сосудов) маятникообразного характера, что обусловливает развитие также сердечно-сосудистых нарушений.

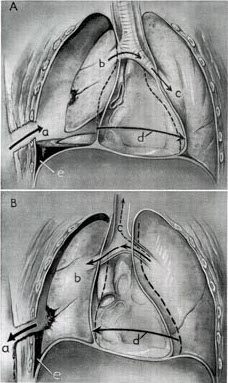
Рисунок 2. Механизм развития парадоксального дыхания при открытом пневмотораксе: на вдохе воздух дополнительно поступает в плевральную полость и из повреждённого лёгкого в здоровое (А), а на выдохе выходит из плевральной полости наружу и поступает из здорового лёгкого в повреждённое (B).

### Механизм развития парадоксального дыхания при открытом пневмотораксе
При открытом пневмотораксе, подразумевающем свободное сообщение плевральной полости с окружающей средой, при вдохе происходит дополнительное поступление воздуха в плевральную полость, а при выдохе — выход сопоставимого объёма, и прогрессивного увеличения с каждым дыхательным движением количества свободного газа в плевральной полости не наблюдается. В связи с этим лёгкое на стороне дефекта спадается на вдохе и расправляется на выдохе (Рисунок 2). К тому же при вдохе воздух из лёгкого на стороне ранения частично перекачивается в лёгкое на здоровой стороне (рисунок 2A), а при выдохе — наоборот (рисунок 2B). В результате развиваются патологические изменения как и при окончатых переломах рёбер: усугубление гипоксии, флотация средостения, сердечно-сосудистая недостаточность, плевропульмональный шок.

### «Перекачивающийся газ»
Развитие парадоксального дыхания при выраженном нарушении каркасности грудной клетки или значительном открытом пневмотораксе приводит к тому, что при вдохе лёгкое поражённой стороны не насасывает, как здоровое, воздух из главного бронха своей стороны, а в него попадает лишь малая порция атмосферного воздуха, аспирируемого здоровым лёгким. В то же время при вдохе в неповрежденное лёгкое аспирируется значительный объём воздуха из лёгкого на стороне повреждения, а во время выдоха обеднённый кислородом и обогащённый углекислым газом воздух под определённым давлением поступает не только в трахею (выдыхается в атмосферу), но и нагнетается в спавшееся лёгкое на стороне повреждения. Таким образом, во время каждого вдоха и каждого выдоха обеднённый кислородом о обогащенный углекислотой воздух в объёме 150—250 мл как бы перекачивается из здорового лёгкого в скомпрометированное и обратно, за что и был назван «перекачивающимся газом»